# Oued Réghaïa
Pour les articles homonymes, voir Réghaïa (homonymie).
L'Oued Réghaïa est un cours d'eau de Basse Kabylie, qui prend naissance dans la commune de Bouzegza Keddara et forme le lac de Réghaïa juste avant de se jeter dans la Méditerranée.

## Présentation
L'Oued Réghaïa prend sa source à l’Oued de Ben-Ammar dans les montagnes à 500 m d’altitude.
Il a un cheminement normal jusqu’au Lac de Réghaïa en se ramifiant au niveau du territoire de la commune de Réghaïa pour donner les oueds suivants:
- Oued El Biar,
- Oued Gasbia.
- Oued Djaken.

L'Oued Réghaïa sépare les communes de Réghaïa et de Harraoua en coulant dans un bassin versant entre 75 et 88 km2, dont le périmètre vaut 42 km.

## Géologie
L'Oued Réghaïa est situé sur la limite Est du synclinal Mitidjien.
Les mouvements ascendants de surrection ont fait apparaître des lambeaux des roches éruptives et des galets qui ont été arrachés à l’Atlas blidéen pour parsemer la plaine de la Mitidja.
En bordure de la mer Méditerranée, il y a eu formation de terrasses littorales résultant d’une transgression et d’un retrait de la mer laissant derrière elle une série de dunes consolidées.
Les rives de l’Oued Réghaïa au nord sont de fortes pentes.
Lors du pliocène, les glissements sur les berges en pentes de l’Oued Réghaïa ont formé des marnes de plaisancien ayant une couleur bleue.
Les dépôts du lit de l’Oued Réghaïa comportent des sables fins gris, des graviers et des galets sur quelques mètres d’épaisseur.

## Géomorphologie
L'Oued Réghaïa coule vers la mer Méditerranée à partir d'un plateau central surélevé de la région de Réghaïa.
Il prend naissance dans le massif de Bouzegza Keddara pour parcourir les deux wilayas de Boumerdès et d'Alger.
Il coule ainsi le long des communes de Bouzegza Keddara, El Kharrouba, Ouled Moussa, Ouled Hedadj et Réghaïa avant d'atteindre la forêt de Réghaïa et le lac de Réghaïa.
Ce Oued creuse dans son parcours de nombreuses vallées torrentielles.
En arrivant en amont de la forêt de Réghaïa, ce oued sillonne une configuration ondulée qui forme une petite vallée étroite comprenant deux versants.
Des dunes, plus ou moins fixées, s'allongent à la partie Nord de cette vallée pour séparer l’Oued Réghaïa de la mer Méditerranée.

## Falaise

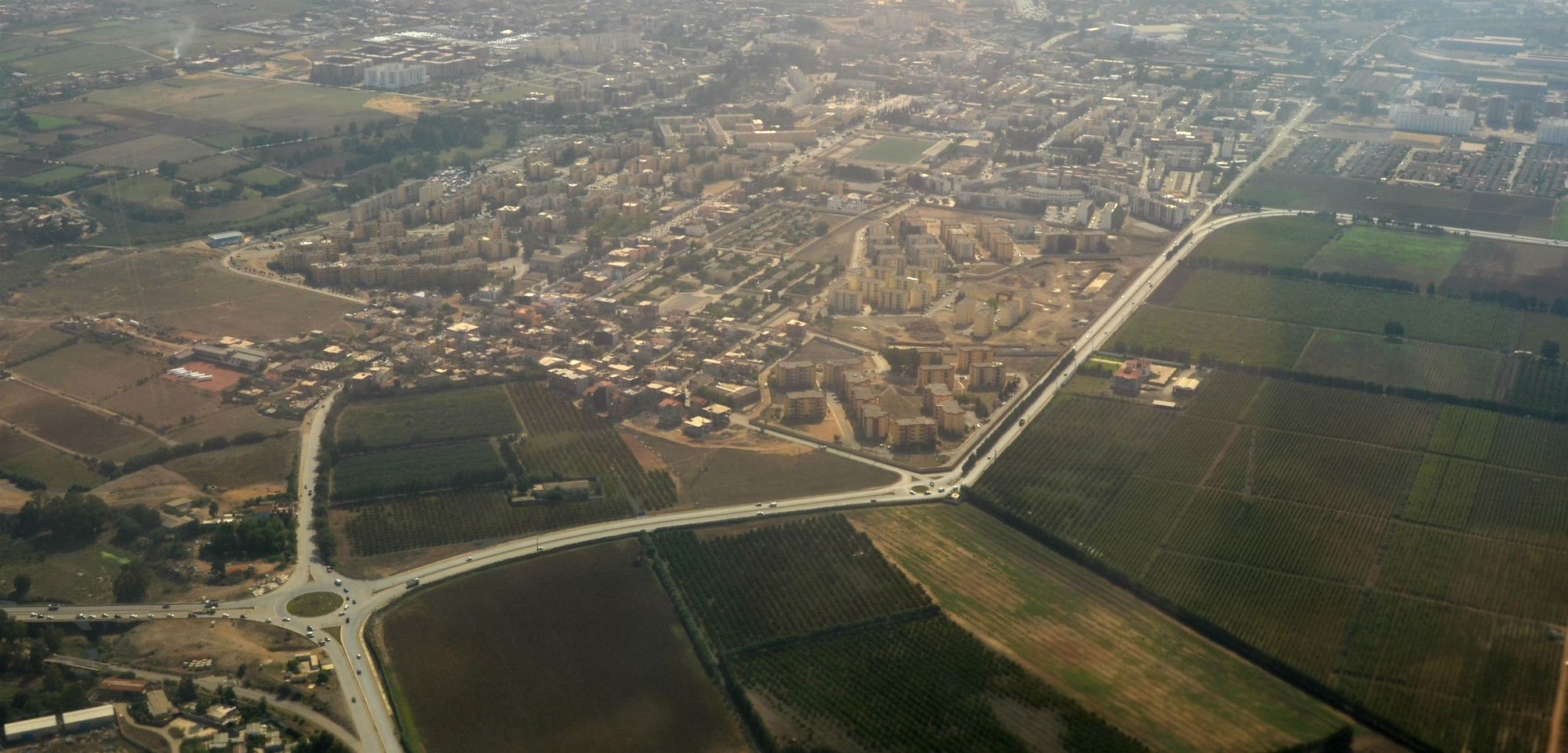
Bassin versant de l'Oued Réghaïa.

L'Oued Réghaïa est limité au nord sur ses berges par une falaise, ou pente forte de 30 mètres de hauteur, constituée de sable consolidé et de grès.
La hauteur de cette falaise diminue en allant de l’Est vers l’Ouest jusqu’au bassin versant de l’Oued Réghaïa.
Cette falaise est couverte au Nord d’une végétation plus ou moins dense, alors que le talus face au lac de Réghaïa est couvert par la forêt de Réghaïa d'une superficie de 30 hectares.

## Hydrologie
L'Oued Réghaïa possède un bassin versant d'une superficie valant de 75 à 88 km2, dont une partie atteignant 25 km² est constituée par un territoire monticuleux, alors que les 50 km2 restants forment une plaine inclinée vers la mer Méditerranée.
Oued Réghaïa est alimenté par deux affluents qui sont l'Oued Guesbaï et l'Oued Berraba.

## Écologie

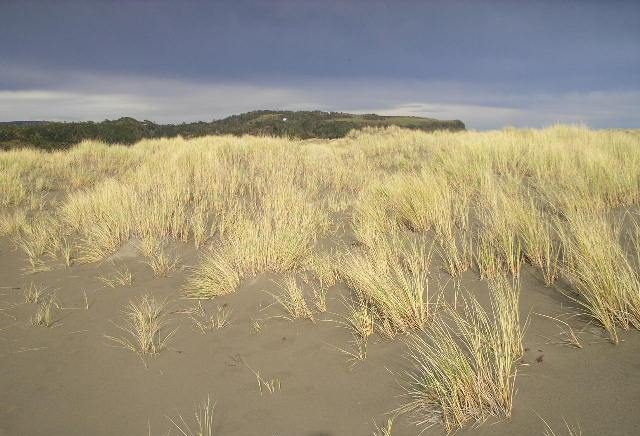
Oyat (Ammophila arenaria).

Le cordon dunaire à l'embouchure de Oued Réghaïa est recouvert de groupements à Pancratium maritimum, Lotus creticus, Ammophila arenaria et Chamaerops humilis.
Cette végétation se développe en bandes étroites le long de la côte.
Elle arrête et fixe le sable en formant une barrière qui ferme l’embouchure d'Oued Réghaïa.

## Embouchure
Oued Réghaïa se déverse dans le lac de Réghaïa puis dans un estuaire méditerranéen correspondant à l’embouchure qui est barrée par un cordon dunaire.

## Pollution
La pollution par DDT restent inférieures dans ce Oued à celles des normes admises (1 600 pg/g). Ceci confirme les valeurs
élevées observées dans les sédiments marins devant l'oued Reghaia.
Comme dans les sédiments du littoral les concentrations rencontrées sont faibles des autres insecticides organochlorés détectés (lindane, heptachlore, aldrine, dieldrine, endrine, endosulfan). 
Les valeurs de l'oxygène dissous mesurées en 2004 dans l'Oued Réghaïa ont permis de relever les teneurs les plus basses atteignant, dans les stations recevant des apports de ce oued, la concentration de 7 mg/l au fond de son lit.
La dispersion aléatoire des nitrates dans ce Oued entraîne une augmentation de sa concentration jusqu'à une moyenne de 1.94 µmol/l.